# آب شيرين (مقاطعة فيروزآباد)
آب‌شيرين (بالفارسية: آب‌شیرین) هي قرية تقع في قسم جايدشت الريفي (مقاطعة فيروزآباد) في إيران. يقدر عدد سكانها بـ 89 نسمة .